# Weh’ dem, der erbt
Weh’ dem, der erbt ist ein deutscher Fernsehfilm.

## Handlung
George Dunrich, Chef eines englischen Industrieunternehmens, stirbt und vermacht sein Vermögen von zehn Millionen Pfund und seine Firmenanteile seiner Putzfrau Alice Thursday. Er kennt sie seit seiner Kindheit und hält sie für die einzige vertrauenswürdige und vernünftige Person in seinem Umfeld. Der plötzliche Reichtum macht sie aber nicht glücklich, der soziale Aufstieg und die Verantwortung für die Firma sind ihr eher unheimlich. Auch ihre Sparsamkeit und Genügsamkeit kann sie nicht ablegen. Ihre bisherigen Putzfrauen-Kolleginnen reagieren zunächst ablehnend, bald merken sie aber, dass sie sich nicht verändert hat. Sie macht Hunter, der bisher als Butler für Dunrich gearbeitet hat, zu ihrem Finanzberater.
Die Vizepräsidenten der Firma, Joe Lever und Sir Charles Barker, versuchen sie zu manipulieren und aus wichtigen Entscheidungen herauszuhalten. Sie wollen auch Hunter auf ihre Seite ziehen, doch dieser bleibt Mrs. Thursday gegenüber loyal. Dann reist auch noch ihre Schwester Connie mit ihrem Mann, dem Bankangestellten Dick, an. Die beiden haben aus der Zeitung von Thursdays Aufstieg gehört und drängen nun ihre Hilfe auf, um an ihrem Reichtum teilzuhaben. Connie will, dass Dick die Beraterstelle von Hunter übernimmt. Doch als er erfährt, dass er dafür nach London ziehen und sein beschauliches Provinzleben aufgeben müsste, setzt er sich gegen seine Frau durch und beide reisen wieder ab.
Dunrichs drei Ex-Ehefrauen haben bisher auf dessen Kosten gelebt, doch Thursday droht ihnen, die Zahlungen einzustellen, wenn sie, die bisher nie arbeiten mussten, sich nicht um Jobs bemühen. Letztendlich eröffnen die drei gemeinsam eine Boutique.
Der Firma gehört auch ein altes Anwesen namens Merton Hall, in dem ein Altenheim untergebracht ist. Lever und Barker sind dafür, es an einen Investor zu verkaufen, doch dann würden die alten Bewohner ihr Zuhause verlieren. Doch Alice handelt im Sinne ihres verstorbenen Freundes Dundrich, indem sie (unter falschem Namen) das Anwesen selbst kauft und so das Altenheim rettet.

## Produktion
Der Film ist eine Produktion der Polyphon Film- und Fernseh GmbH Hamburg im Auftrag des ZDF. Er wurde am 25. Dezember 1969 zum ersten Mal ausgestrahlt, im Jahr darauf erschien die Fortsetzung Keiner erbt für sich allein. 2019 erschienen beide Filme zusammen bei Pidax auf DVD.

## Rezeption
„Hübsch von der Idee her [...]. Plump und oberflächlich aber die Ausführung. Was blieb war die Bombenrolle für Inge Meysel“